# سام دوغلاس
سام دوغلاس (بالإنجليزية: Sam Douglas)‏ مواليد 17 يونيو 1957 في إنجلترا، هو ممثل أمريكي بدأ مسيرته الفنية سنة 1984.

## الأعمال

### أفلام
- باتمان (1989)
- قراصنة (1995)
- مهمة مستحيلة (1996)
- العنصر الخامس (1997)
- عيون مغلقة على اتساعها (1999)
- العميل كودي بانكس 2 (2004)
- قصة قاتل (2006)
- ذا بايبل (2013)

### مسلسلات
- هايلاندر (1998) (بدور: باكستر)
- كينغ أوف ذا هيل (2000)

### ألعاب فيديو
- هيفي رين

## روابط خارجية
- سام دوغلاس على موقع IMDb (الإنجليزية)
- سام دوغلاس على موقع ألو سيني (الفرنسية)
- سام دوغلاس على موقع أول موفي (الإنجليزية)
- سام دوغلاس على موقع قاعدة بيانات الأفلام السويدية (السويدية)
- سام دوغلاس على موقع قاعدة بيانات الفيلم (الإنجليزية)
- سام دوغلاس على موقع كينوبويسك (الروسية)